# Ariel Franetovich
Ariel Fabián Franetovich (San Fernando, 26 de febrero de 1963) es un abogado y político argentino de origen judío, militante del Partido Justicialista, que ejerció como intendente de Chivilcoy, diputado y ministro de la Provincia de Buenos Aires y presidente de Ferrocarriles Argentinos.
Comenzó su carrera política en Chivilcoy, desempeñándose como presidente del Concejo Deliberante de esa municipalidad entre 2001 y 2003, para luego ser elegido intendente municipal de dicho partido, cargo que ocupó entre 2003 y 2009.
Entre 2009 y 2011 fue Ministro de Asuntos Agrarios de la Provincia de Buenos Aires en el gabinete de Daniel Scioli. Fue Diputado Provincial en la Provincia de Buenos Aires representando a la Cuarta Sección Electoral entre 2011 y 2012, e interventor de la Comisión Nacional de Regulación del Transporte entre 2012 y 2013.
Entre 2013 y 2015 se desempeñó como presidente de Ferrocarriles Argentinos Infraestructura Ferroviaria. En representación de esa empresa, y por un breve período, fue parte del primer directorio de Ferrocarriles Argentinos Sociedad del Estado.
Franetovich ha sido señalado como uno de los dirigentes políticos más cercanos al ministro del Interior y Transporte, Florencio Randazzo, de quien reconoce haber sido amigo desde la niñez.
En las elecciones legislativas de 2017, Franetovich fue primer candidato a Senador provincial de Buenos Aires en la Cuarta Sección Electoral por el Frente Justicialista Cumplir, pero no logró ser electo. Nuevamente fue candidato para el mismo cargo en las elecciones de 2021 sin alcanzar la cantidad de votos para acceder a la banca.
Para las elecciones de 2023 es candidato a intendente de Chivilcoy, municipio que gobernó entre el 2003 y 2009.